# Bely Basarte
Belén Basarte Mena (Madrid, 14 de diciembre de 1991), más conocida como Bely Basarte, es una cantante y compositora española.
Comenzó su carrera musical subiendo versiones y composiciones propias a YouTube.[cita requerida]
En septiembre de 2015 publicó a través de plataformas digitales su primer EP con 5 temas propios bajo el título de Si quieres pierdes. A finales de año, publicó el sencillo Diciembre y no estás.
En 2017 fue elegida por Disney para interpretar las canciones de Bella en la versión en castellano de la película La bella y la bestia. 
Ha publicado dos álbumes y un EP con Universal Music:
- Desde mi otro cuarto (2018), que alcanzó el nº 3 en las listas oficiales de ventas (Promusicae).[1]
- El camino que no me llevó a Roma (2020), que también alcanzó el nº 3 las listas de ventas.[2]
- Psicotropical (2021), EP con cinco temas propios.[3]

En 2022 ha publicado un nuevo EP con cinco canciones llamado Nostalgia, que viene acompañado de un cortometraje de 30 minutos que narra una historia de superación personal.

## Biografía

### 1991-2009 Primeros años
Bely Basarte nació el 14 de diciembre de 1991 en Madrid. Es la mayor de tres hermanos. Sus primeros años los vivió en Alcobendas (Madrid), pero en 1998 se trasladó con su familia a Tres Cantos (Madrid). En esta ciudad estudió hasta finalizar el bachiller en el Colegio de Nuestra Señora de la Merced.
Durante el verano de 2005, con objeto de seguir mejorando sus conocimientos de inglés y dando respuesta a una temprana vocación artística, Bely se incorporó a unos talleres de teatro musical en el King's College. Prosiguió con esta actividad durante todo el curso siguiente, que culminaría con una serie de actuaciones de este grupo juvenil en el Fringe Festival de Edimburgo en julio de 2006.
A consecuencia de esta serie de representaciones, decide que se quiere dedicar a cantar en los escenarios. De vuelta en España, empieza a tocar la guitarra y en poco tiempo es capaz de acompañar con ella sus canciones favoritas y sus primeras composiciones.

### 2009-2013 Estudiando en la universidad y primeros vídeos en YouTube
En 2009, Bely Basarte ingresa en la Universidad Autónoma de Madrid y se gradúa en Administración y Dirección de Empresas en el año 2013. Durante estos años compagina sus estudios con sus primeros vídeos, siempre en inglés, que sube a la plataforma YouTube bajo pseudónimo. El éxito que producen estos primeros vídeos y las buenas críticas que recibe de gente de todo el mundo que no la conoce de nada la animan a seguir y a crear un nuevo canal de YouTube con su nombre artístico: Bely Basarte. En esta época se acompaña siempre de su guitarra y los vídeos son muy caseros, grabados con el teléfono móvil o con una cámara fija apoyada en unos tomos de enciclopedia.

### 2014-2017 Forjando un nombre y un estilo en YouTube
Una vez terminada su etapa en la Universidad, Bely decide que se quiere dedicar profesionalmente a la música. El año 2013 ha terminado con 3.238 suscriptores en YouTube y eso le parece respaldo suficiente para intentar la aventura.
En 2014 se compromete a subir con regularidad un vídeo semanal a YouTube, siempre autoproducido por ella misma. En el mes de mayo participa en el festival de música Festimad y gana el Premio del Público.  Durante todo el año, cumple fielmente su compromiso semanal en YouTube y finaliza 2014 con 16.215 suscriptores.
En la primavera de 2015, como consecuencia de haber ganado el Festimad de 2014, Bely es invitada a dar tres conciertos en el auditorio Fnac de Callao (Madrid). En abril llega su primer gran éxito, cuando hace una versión para su canal de YouTube del tema del rapero Rayden “Matemática de la carne”, al que siguen muchos más. En septiembre publica en YouTube y demás plataformas digitales Si Quieres Pierdes, su primer EP, autoproducido por ella misma junto a Rodrigo Septién, en uno de cuyos temas (Vía de Escape) también interviene Rayden. A finales de año publica el sencillo Diciembre Y No Estás. Al terminar 2015, el número de suscriptores de YouTube llega a 81.253.
Durante el año 2016, Bely decide centrarse en su canal de YouTube, cada día con más visitas, seguidores y reconocimiento público. Su fidelidad a la cita puntual de cada viernes a las 15:00 CET consigue que, a los pocos minutos de publicado, cada vídeo alcance miles de visitas. Los medios de comunicación se interesan por la carrera de Bely y aparece en los mismos calificada de "Musicpreneur", músico "Do it yourself" o como la youtubera musical española por excelencia.

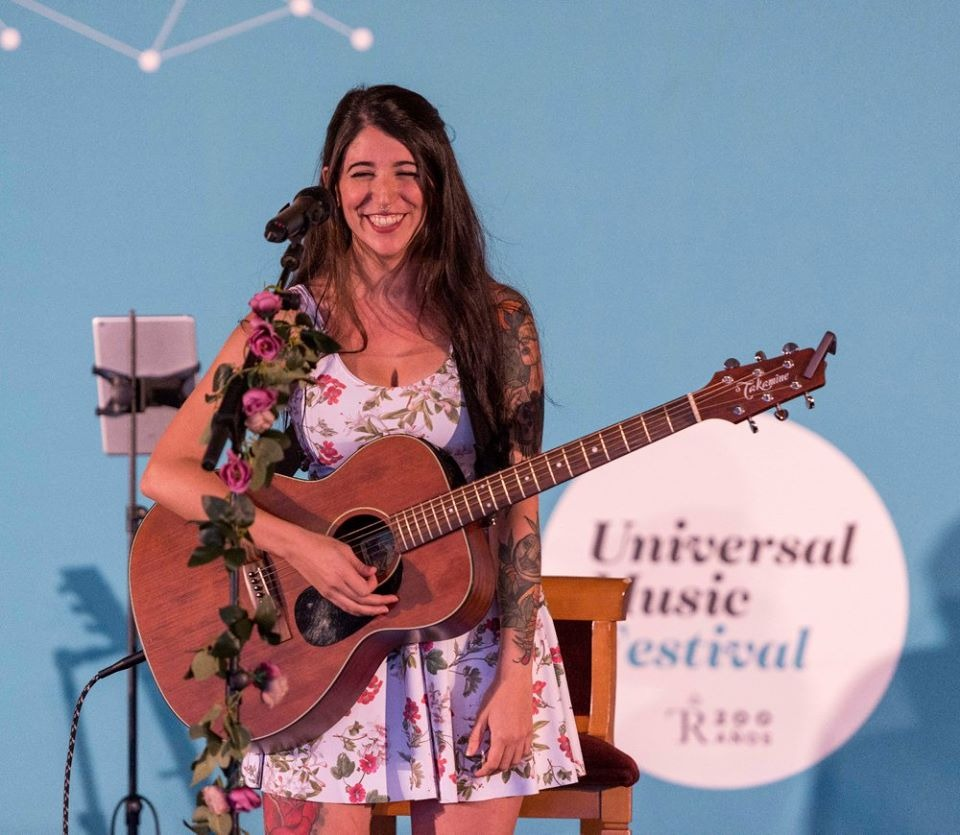
Bely Basarte, en el Universal Music Festival (2017)

El 26 de noviembre de 2016 Bely Basarte se presentó oficialmente en Madrid (sala MobyDick) en un concierto acústico (recogido por sus seguidores bajo el hashtag #BelyMD en Twitter e Instagram) basado principalmente en temas propios y algunas de sus versiones más exitosas. Pocos días más tarde, un vídeo que protagoniza junto a David Rees recopilando  los 55 principales éxitos del año en 5 minutos se hace viral, registrando millones de visitas en pocas horas.
Finalizó 2016 con 246.320 suscriptores en YouTube y más de 30 millones de visualizaciones de sus vídeos.
En 2017 es elegida por Disney para interpretar las canciones de Bella en la versión en castellano de la película La Bella y la Bestia, adaptación en imagen real del clásico de Disney, dirigida por Bill Condon e interpretada por Emma Watson y Dan Stevens. En el mes de julio, ofrece un concierto en solitario en el Teatro Real de Madrid (#BelyTR2017), dentro del Universal Music Festival 17, organizado con motivo del bicentenario del Teatro Real con gran éxito de público (sold-out un mes antes del concierto) y de la crítica, en el que presenta alguno de los temas que van a formar parte del nuevo disco que está preparando.
Termina el año con 428.956 suscriptores y más de 62 millones de visualizaciones en YouTube.

### 2018Desde mi otro cuarto
Desde mi otro cuarto es el primer álbum de estudio de Bely Basarte, publicado 2 de marzo de 2018 por Universal Music. Como adelanto, se habían lanzado en los meses anteriores los sencillos No te quiero ver llorar y Mariposas. El LP contiene once temas, algunos de los cuales están coescritos con Álex Ubago, La Oreja de Van Gogh o Rayden, quien también participa en uno de ellos. El disco logró posicionarse, en la preventa, como el más reservado en las plataformas de Amazon y Fnac y se situó en el número 3 de los álbumes más vendidos en España en las listas oficiales de Promusicae.
En el mes de abril, inicia su primera gira por las principales ciudades españolas, el Tour Al otro lado, que le llevará a actuar en las más importantes salas de Madrid, Barcelona, Bilbao, Alicante, Zaragoza, Murcia, Granada o Sevilla y participar en diversos festivales como el Arenalsound en Castellón o el de Les Arts en Valencia. En 2019 continúa su gira por España repitiendo en muchas de las localidades del año anterior y añadiendo nuevas plazas, como Mérida, Valencia, Pamplona, Oviedo, Santander o Santa Cruz de Tenerife y festivales como el Actual de Logroño, Autoras en Las Palmas de Gran Canaria, Inverfest y Jardín de las Delicias en Madrid o 100% Mujer en Almería.

### 2020El camino que no me llevó a Roma
El camino que no me llevó a Roma es el segundo álbum de estudio de Bely Basarte con Universal Music, editado el 4 de septiembre de 2020. Como adelanto, se habían publicado varios sencillos: Roma, I love you, Flores y vino, Espiral y Me va a doler. Este LP, como el anterior, también contiene once temas, entre los que se incluye una colaboración de Natos y Waor (Acércate). El álbum se posicionó como el más descargado en iTunes en España el día de su estreno y ocupó el número 3 de los álbumes más vendidos en las listas oficiales de Promusicae en la semana 37.
El disco completo fue presentado en concierto en la sala La Riviera de Madrid el 5 de septiembre con entradas agotadas.

### 2021Psicotropical
Psicotropical es un EP, también con Universal Music, que contiene cinco temas. Fue editado el 10 de septiembre de 2021. Como adelanto a este nuevo trabajo, la canción Tomando Tequila se publicó como sencillo el 25 de junio. El videoclip que acompaña a este tema, producido por Omglobal Creative Studio, es el primer videoclip interactivo que se produce en España pensado para un dispositivo móvil. Así, tras bloquear la orientación de la pantalla, el espectador debe ir girando su dispositivo cuando se le indica para ir acompañando, de esta forma, los giros de cámara de la grabación. El EP incluye la colaboración de Miki Núñez en el tema Lo mejor.

### 2022Nostalgia
Nostalgia es el título de un EP y también de un cortometraje realizado por Omglobal Creative Studio, producidos ambos por Bely Basarte. El corto de 30 minutos que acompaña al proyecto reúne varios de los videoclips del EP publicados previamente, a la vez que narra una historia de superación personal, recalcando la importancia de hacer las paces con uno mismo. Contiene 5 temas originales (4 en castellano y 1 en inglés) y una singular versión a capela, usando vocoder, del clásico Moon River. El cortometraje fue estrenado en su canal de YouTube el 17 de junio.

## Discografía
- Si quieres, pierdes (EP, AllSeeingEye Records, 2015)
- Diciembre y no estás (Single, AllSeeingEye Records, 2015)
- Desde mi otro cuarto (LP, Universal Music, 2018)
- El camino que no me llevó a Roma (LP, Universal Music, 2020)
- Psicotropical (EP, Universal Music, 2021)
- Nostalgia (EP, 2022)
- Bomba de humo (LP, 2023)

## Colaboraciones
- Rayden, Entremeses (En Alma y Hueso, 2014)
- Rafa Espino, Sin ti (Eterno, 2016)
- JPelirrojo, 42 Gramos (Los payasos nunca lloran, 2016)
- Disney, La Bella y la Bestia (Banda sonora original en castellano, 2017)
- Isma Romero, Corriente (2018)
- Nil Moliner, Esperando (MUU Sessions, 2018)
- Rayden, Careo (Sinónimo, 2019)
- Despistaos, Lo que quedaba del invierno (Estamos enteros, 2019)
- Vic Mirallas, Un Poco Más (2019)
- David Otero, Buscando el Sol (2020)
- El Niño de la Hipoteca, Libro mal cerrado (2020)
- Sole Giménez, Te quiero, Dijiste (Muñequita linda) (Mujeres de Música 2, 2021)
- Manel Navarro, Quiéreme (2020)
- Alberto Vela, Ojos Negros (2021)
- Marta Soto, Me crecen las flores (2021)
- Siloé y Garabatto, Cada mañana (2021)